# Thomas Ebrill
Thomas Ebrill (auch Abrill) war ein britischer Händler, der von 1826 bis 1842 mit den Schiffen Minerva, Star und Amphitrite im Pazifik tätig war.

## Leben
1820 lebte er bereits seit einiger Zeit auf Tahiti. Zusammen mit seinem Schwager Samuel Pinder Henry legte er dort eine Zuckerrohrplantage an. Seine zahlreichen Handels- und Transportfahrten führten ihn in einem Zeitraum von 25 Jahren durch ganz Ostpolynesien, daneben aber auch nach Sydney und Valparaíso. 1832 bis 1839 betrieb er Perlenfischerei auf den Gambierinseln, wofür er polynesische Taucher aus Rapa einsetzte. 1839 war er dem französischen Kapitän Laplace, der auf dem Riff vor Tahiti gestrandet war, behilflich.
Nachdem Ebrill bereits 1826 die erste Fracht Sandelholz nach Sydney gebracht hatte, nahm er um 1841/42 diesen Handel wieder auf. Am 1. November 1842 fiel er zusammen mit seiner Schiffsmannschaft bei der Pinieninsel, Neukaledonien, einem Angriff von Melanesiern zum Opfer; sein Schiff wurde geplündert und verbrannt.
Ebrill gelangen 1833 in der Actéon-Gruppe des Tuamotu-Archipels Wiedersichtungen von Inseln, von denen seinerzeit geglaubt wurde, dass es sich um Neuentdeckungen handele.